# André du Bus de Warnaffe
André Marie François Cécile du Bus de Warnaffe (Namen, 18 juni 1955) is een Belgisch politicus voor de PSC en diens opvolgers cdH en Les Engagés.

## Levensloop
Du Bus behoort tot een Doornikse familie, die in 1873 opname verkreeg in de Belgische erfelijke adel en in 1896 de vergunning kreeg om aan de naam du Bus de toevoeging de Warnaffe te doen. Hij is een zoon van architect Pierre du Bus de Warnaffe en Annette Englebert. Hij is in 1986 getrouwd met Véronique Douxchamps (1958) en ze hebben vier zoons. 
Van opleiding was André du Bus oorspronkelijk schrijnwerker-meubelmaker. Nadien studeerde hij af als licentiaat in de volksgezondheid aan de UCL en behaalde hij in 1986 een graduaat in kinesitherapie aan de hogeschool ISCAM. Du Bus ging aan de slag als kinesitherapeut en werd eveneens consultant in de volksgezondheid. In die hoedanigheid ontwikkelde hij programma's rond opleiding en bevordering van de volksgezondheid in het onderwijs, grote bedrijven en publieke en private organisaties, zoals van 1989 tot 1994 voor jongeren op zomerkampen ondersteund door de Koning Boudewijnstichting en de dienst Gezondheid van het Rode Kruis, van 1995 tot 1998 voor leerkrachten in het Franse Gemeenschapsonderwijs in het kader van het Europees programma voor de promotie van de volksgezondheid gedragen door het Rode Kruis, van 1999 tot 2004 voor de uitvoering van het Europees programma voor de promotie van volksgezondheid in het bedrijfsleven in samenwerking met het Nationaal Onderzoeksinstituut voor Arbeidsomstandigheden en van 2000 tot 2002 voor het ontwerp en de opbouw van een opleidingsprogramma voor de aanpak van stress op de werkvloer met behulp van preventie-adviseurs. Daarnaast werd hij secretaris generaal van een organisatie met een veertigtal medewerkers en ging als docent aan het ISCAM tevens cursussen geven over onderwerpen rond volksgezondheid.
Sinds de gemeenteraadsverkiezingen van oktober 1988 zetelt du Bus in de gemeenteraad van Etterbeek, waar hij fractievoorzitter werd voor zijn partij en sinds december 2024 schepen is, bevoegd voor Volksgezondheid, Mobiliteit, Publieke Ruimtes, Openbare Werken en Openbare Gebouwen. Daarnaast was hij van 1989 tot 1995 bestuurder van de Brusselse Intercommunale voor Waterdistributie (BIWD) en van 1995 tot 2001 bestuurder van de Gewestelijke Maatschappij voor Huiskrediet.
In oktober 1998 volgde du Bus Nathalie de T'Serclaes op als lid van de Kamer van volksvertegenwoordigers voor de kieskring Brussel-Halle-Vilvoorde, waar hij bleef zetelen tot aan de federale verkiezingen van juni 1999, waarbij hij niet werd herkozen. Vervolgens was hij van 1999 tot 2004 voorzitter van de PSC/cdH-federatie van het arrondissement Brussel-Halle-Vilvoorde. In juni 2004 werd du Bus verkozen in het Brussels Hoofdstedelijk Parlement, waar hij vijftien jaar lang bleef zetelen, tot hij bij de Brusselse gewestverkiezingen van mei 2019 niet langer kandidaat was. Van 2009 tot 2010 was hij er fractievoorzitter voor zijn partij.
Daarnaast zetelde du Bus van 2007 tot 2009 en van 2010 tot 2019 in het Parlement van de Franse Gemeenschap. Hij was er van 2008 tot 2009 vicevoorzitter van de commissie Gezondheid, Sociale Aangelegenheden en Jeugdhulp, van 2011 tot 2014 lid van de commissie Cultuur, Media, Bioscopen, Gezondheid en Gelijke Kansen en van 2014 tot 2019 vicevoorzitter van de commissie Jeugdhulp, Justitiehuizen en Promotie van Brussel, die vanaf 2016 eveneens bevoegd was voor Sport. Daarenboven maakte hij van 2010 tot 2014 deel uit van de Senaat, waar hij zitting had als gemeenschapssenator. Hij was er lid van de commissies Justitie en Sociale Aangelegenheden. 

## Publicaties
- L’estime de soi (1999, uitg. Belgisch Rood Kruis),
- (samen met Caroline Hoedemakers en Guy Notelaers), La lutte contre le stress au travail: Contribution de l’analyse des équations structurelles au débat dans l’entreprise, (in: Actes du 12ème Congrès de Psychologie du Travail et des Organisations, 2003, UCL – Presses Universitaires de Louvain).